# Lista över Rysslands utrikesministrar

Flagga för Rysslands utrikesdepartement.

Denna lista över Rysslands utrikesministrar omfattar såväl Tsarryssland, Kejsardömet Ryssland och Sovjetunionen som nutida Ryska federationen.

## Lista

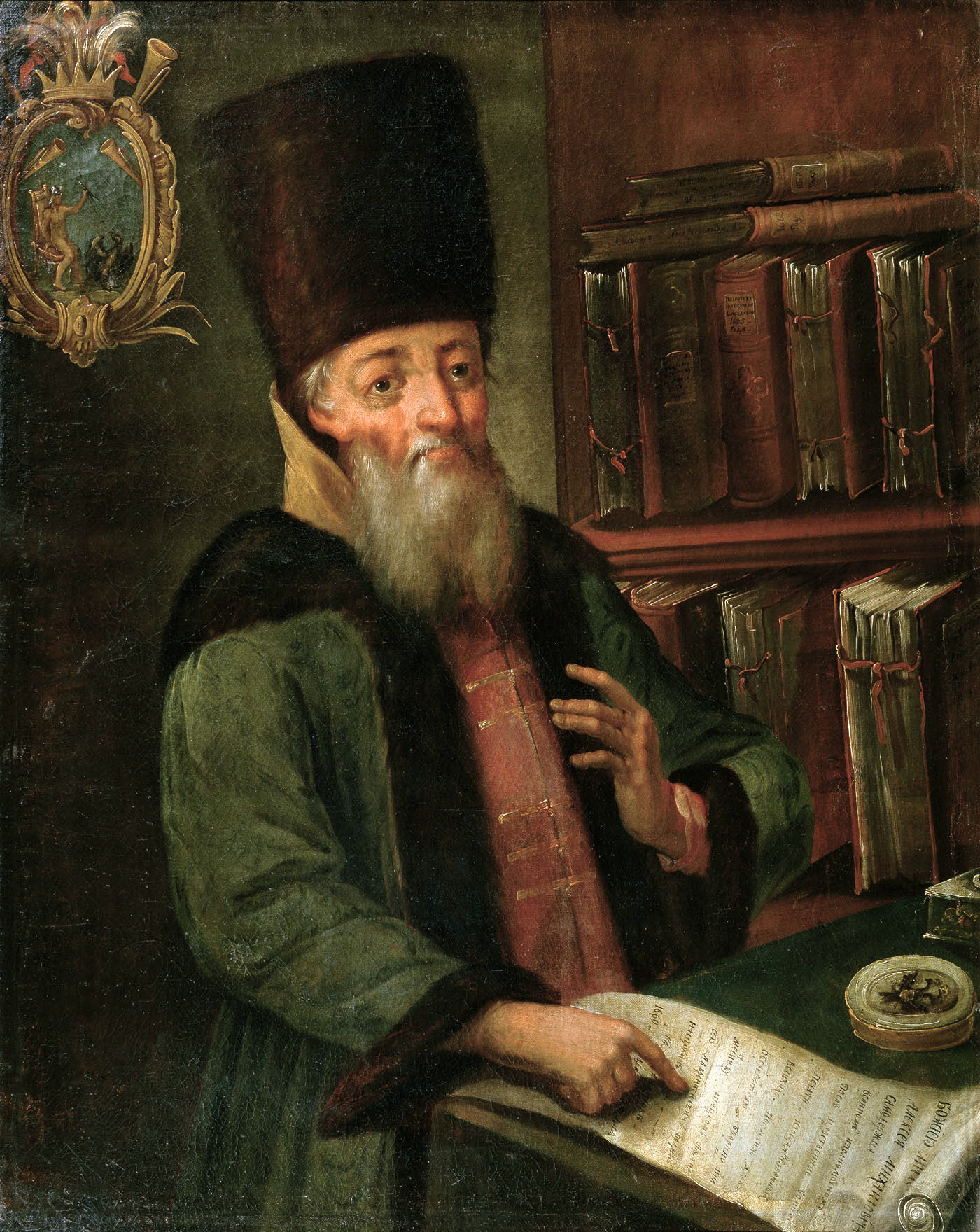
Afanasij Ordin-Nasjtjokin

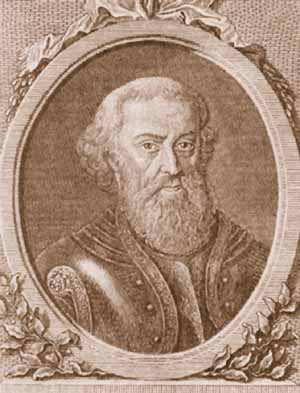
Artamon Matvejev

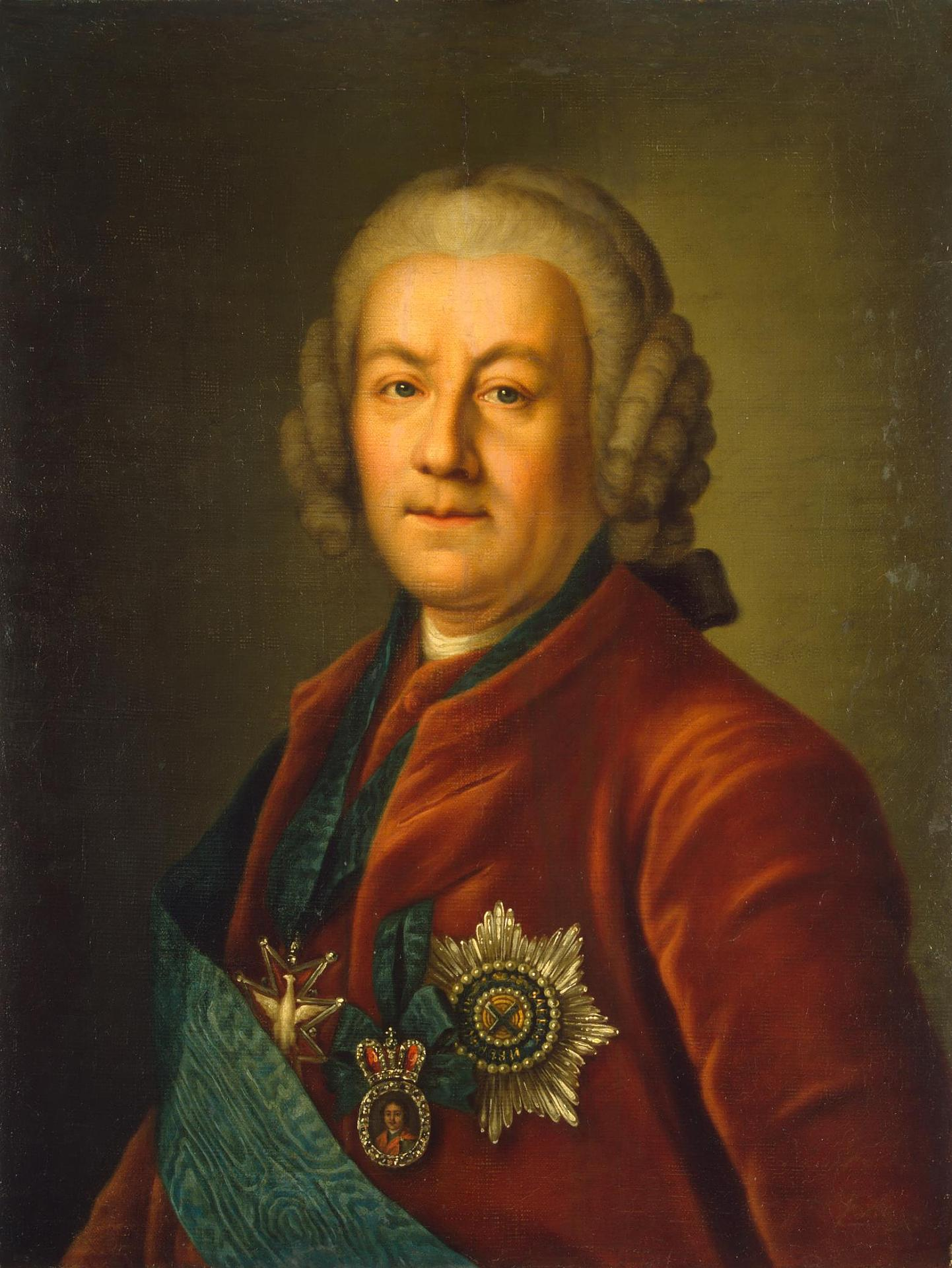
Aleksej Bestuzjev-Rjumin

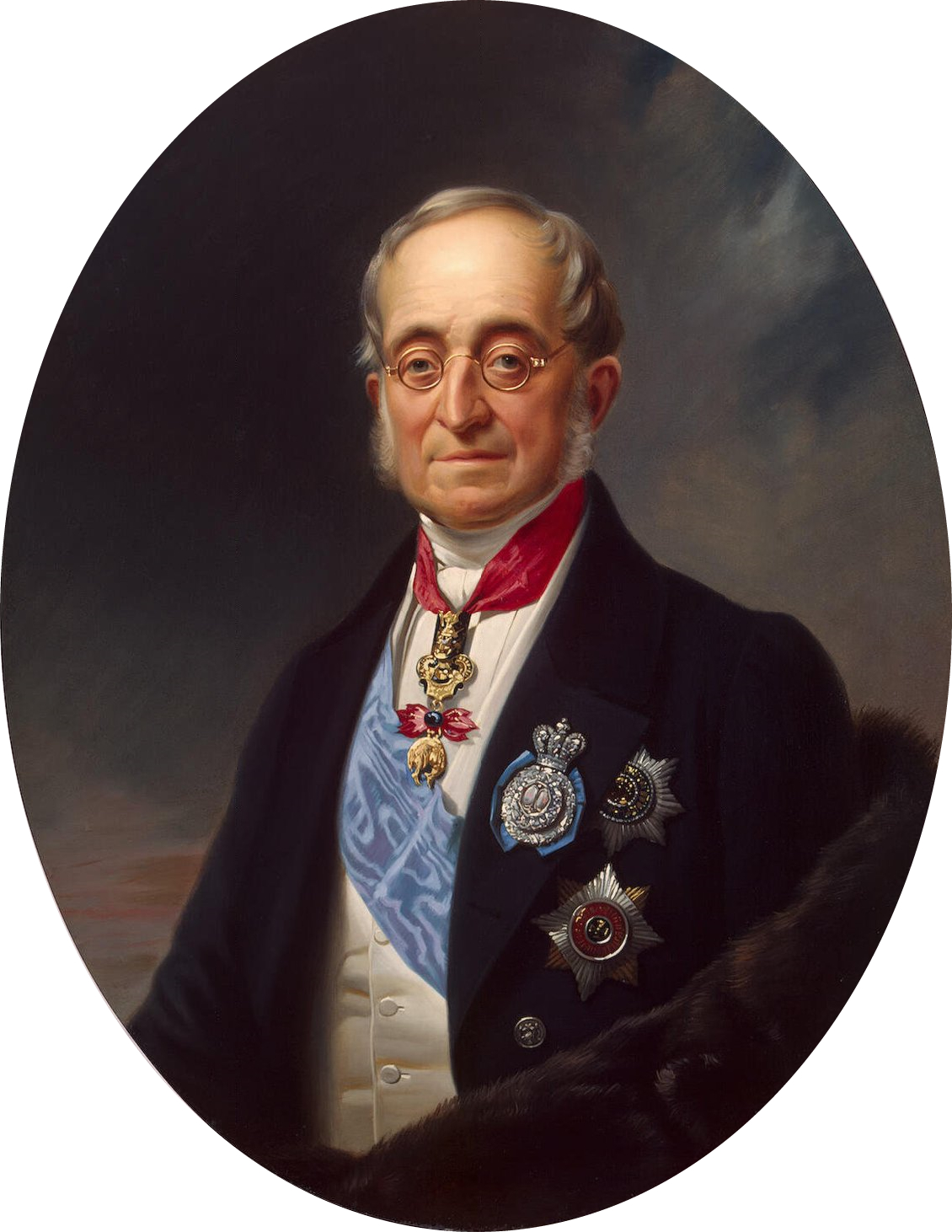
Karl Nesselrode

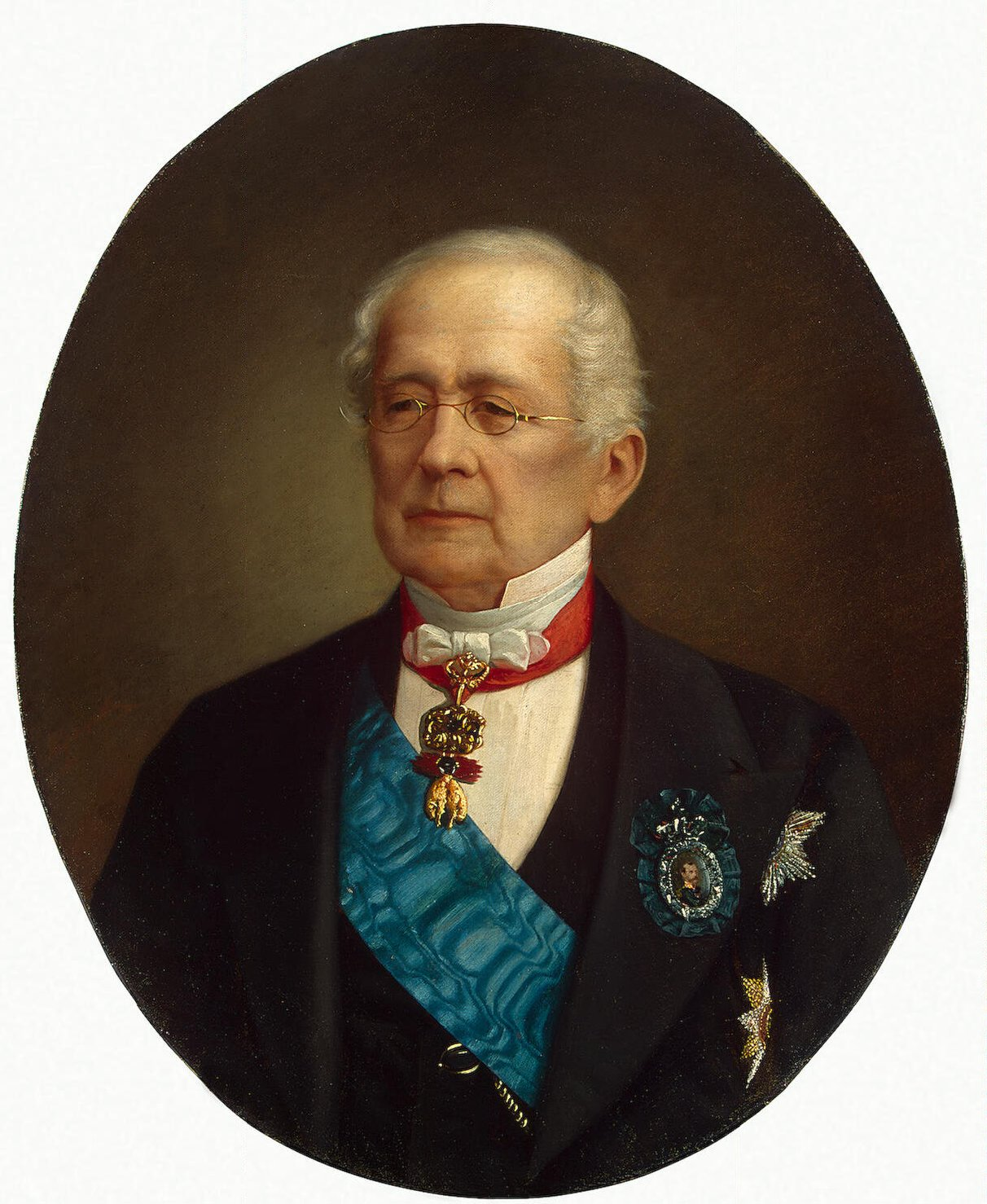
Aleksandr Gortjakov

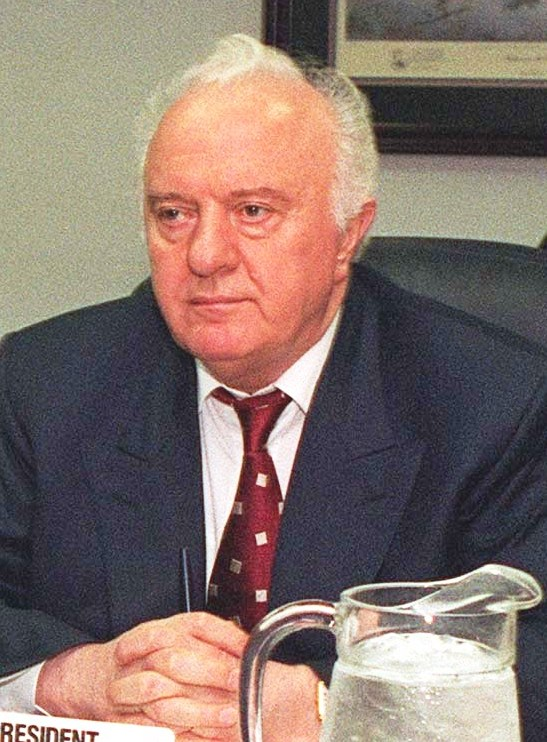
Eduard Sjevardnadze

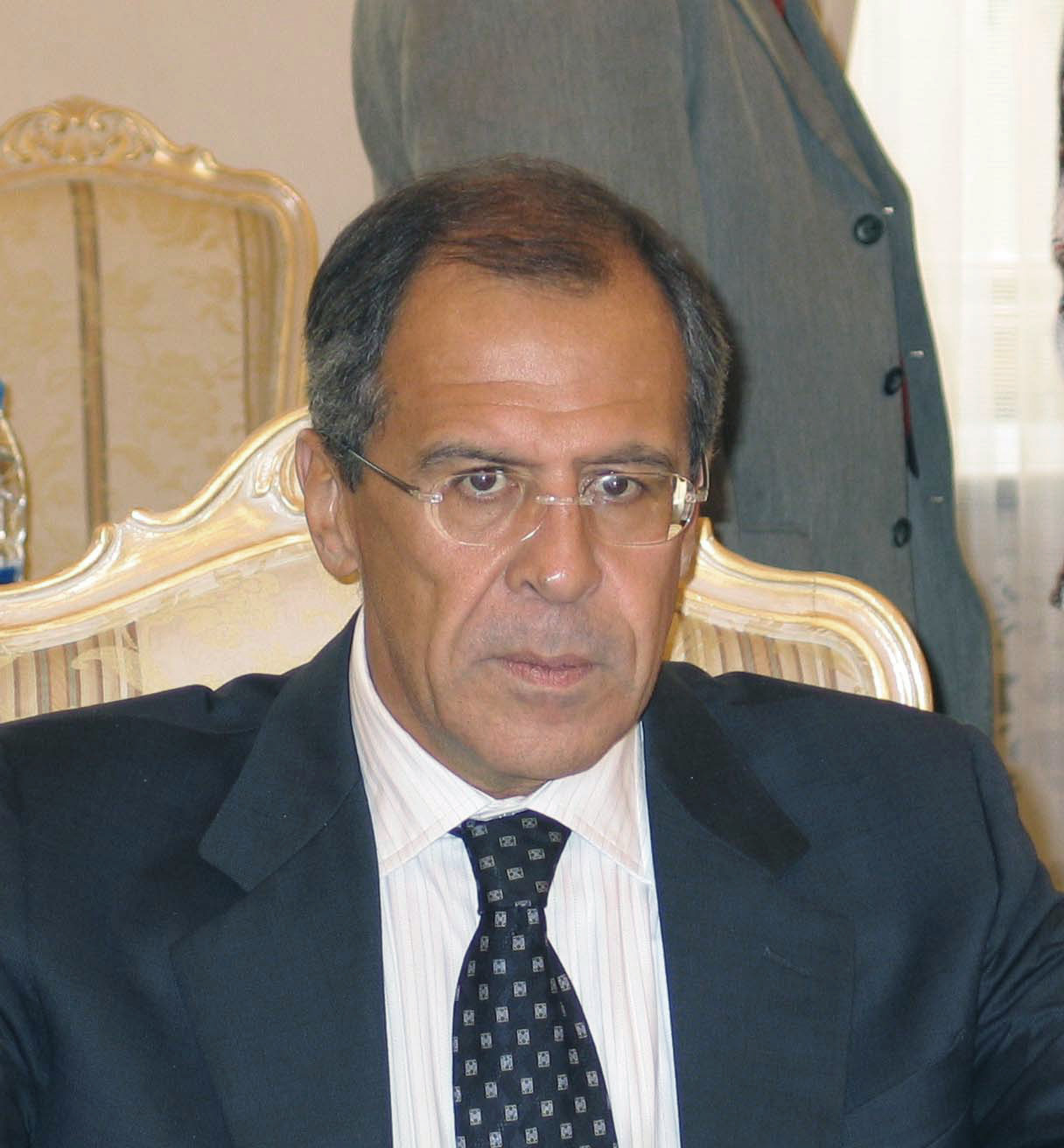
Sergej Lavrov

### Chefer överPosolskij prikaz(utrikeskansliet) 1549–1699
- Ivan Viskovatov 1549–1570
- Vasilij Sjelkalov 1570–1601
- Andrej Sjelkalov 1570–1601
- Ivan Gramotin 1605–1606
- Pjotr Tretiakov 1608–1610
- Ivan Gramotin 1610–1612
- Pjotr Tretiakov 1613–1618
- Ivan Gramotin 1618–1626, 1634–1635
- Jerofei Ivanov 1635–1667
- Afanasij Ordin-Nasjtjokin 1667–1681
- Artamon Matvejev 1671–1676
- Vasilij Golitsyn 1682–1689
- Jemeljan Ukraintsev 1689–1697
- Lev Narysjkin 1697–1699

### Kanslerer och vicekanslerer iKejsardömet Ryssland1699–1801
- Fjodor Aleksejevitj Golovin 1700–06
- Pjotr Sjafirov 1706–08
- Gavriil Golovkin 1706–34
- Andrej Osterman 1734–40
- Aleksej Tjerkasskij 1740–42
- Aleksej Bestuzjev-Rjumin 1744–58
- Michail Illarionovitj Vorontsov 1758–63
- Nikita Panin 1763–81
- Ivan Osterman 1781–97
- Aleksandr Bezborodko 1797–99
- Fjodor Rostoptjin 1799–1801
- Nikita Petrovitj Panin 1801

### Utrikesministrari Kejsardömet Ryssland 1801–1917
- Viktor Kotjubej 1801–02
- Aleksandr Vorontsov 1802–04
- Adam Jezji Tjartoryjskij 1804–06
- Andrej Budberg 1806–08
- Nikolaj Rumjantsev 1807–14
- Karl Nesselrode 1814–56
- Ioannis Kapodistrias 1816–22 (tillsammans med Nesselrode)
- Aleksandr Gortjakov 1856–82
- Nicholas de Giers 1882–95
- Aleksej Lobanov-Rostovskij 1895–96
- Nikolaj Sjisjkin 1896–97
- Michail Muravjov 1897–1900
- Vladimir Lamsdorff 1900–06
- Aleksandr Izvolskij 1906–10
- Sergej Sazonov 1910–16
- Boris Stürmer 1916
- Nikolaj Pokrovskij 1916–17

### Utrikesministrari denprovisoriska regeringen
- Pavel Miljukov mars 1917–maj 1917
- Michail Teresjtjenko maj 1917–oktober 1917

### Folkkommissarierför utrikes ärenden iSovjetryssland
- Lev Trotskij november 1917–mars 1918
- Georgij Tjitjerin 1918–22

### Folkkommissarierför utrikes ärenden iSovjetunionen
- Georgij Tjitjerin 1922–1930
- Maksim Litvinov 1930–1939
- Vjatjeslav Molotov 1939–1945

### UtrikesministrariSovjetunionen
- Vjatjeslav Molotov 1946–1949
- Andrej Vysjinskij 1949–1953
- Vjatjeslav Molotov 1953–1956
- Dmitrij Sjepilov juni 1956–februari 1957
- Andrej Gromyko 1957–1985
- Eduard Sjevardnadze 1985–1990
- Aleksandr Bessmertnych 1990–1991
- Boris Pankin augusti 1991–19 november 1991
- Eduard Sjevardnadze 19 november 1991–26 december 1991

### UtrikesministrariRyska federationen
- Andrej Kozyrev 1991–1996
- Jevgenij Primakov 1996–1998
- Igor Ivanov 1998–2004
- Sergej Lavrov 2004–